# Sandviken
Sandviken és una ciutat industrial de Gästrikland i del comtat de Gävleborg, al centre de Suècia.
Té uns 24.000 habitants i està situat a 25 kilòmetres a l'oest de Gävle, la capital del comtat.
Sandviken és famosa per ser on va fundar l'empresa siderúrgica "Sandvik".
Sandviken es desenvolupà a partir de la creació d'un alts forns a ran del llac Strosjön en 1860.
Amb el sistema revolucionari Bessemer, la ciutat començà a fer-se famosa per la seva qualitat del seu acer.
Durant la dècada dels anys 20 (S.XX) es començà a fabricar acer inoxidable i durant l'època de la Segona Guerra Mundial,
Sandviken s'havia convertit en el primer productor del món d'acer per eines i broques de taladre.

## Llocs d'interès
A la rodalia de Sandviken hi trobam llocs com:
- El Museu Tèxtil (Textilmuseet)
- Església Arsunda (Medieval)- Al sud hi ha un petit cementiri viking que inspirà en la creació del Centre Viking d'Arsunda, amb activitats culturals relacionades amb els vikings i la història de la zona.

## Personatges relacionats
- Daniel Westling (1973) estudià a Sandviken.
- Kim Källström, futbolista de l'Arsenal FC (1982), nasqué a Sandviken.